# Lonny
Lonny é uma comuna francesa na região administrativa de Grande Leste, no departamento das Ardenas. Estende-se por uma área de 4,69 km². Em 2010 a comuna tinha 644 habitantes (densidade: 137,3 hab./km²).